# Horská chata Milešovka
Horská chata Milešovka se nachází na vrcholu Milešovky v katastru Milešov v obci Velemín v Českém středohoří.

## Historie
První chatu na vrcholu hory zřídil Antonín Veber, hostinský nejprve v Milešově a později ve Velemíně. V roce 1820 se souhlasem správy hrzánovského panství, kam hora patřila, postavil provizorní hostinec a roku 1825 několik přístřešků, umožňujících přenocování. Po Veberově smrti se nájemci restaurace střídali, v únoru 1905 však budova vyhořela. Ještě téhož roku ale postavila ledeburská lesní správa hospodu novou.
Nově byla chata otevřena 7. května 2013 a zůstává ve správě obce Velemín. Budova patří Armádě ČR. Na konci roku 2016 provozovatel chatu uzavřel z důvodů problémů s elektronickou evidencí tržeb, která zde byla zákonem i přes časté výpadky elektřiny požadována. Již v roce 2017 byla chata opět otevřena s novým nájemcem, který se EET nezalekl.

## Dostupnost
Chata je dostupná ze dvou stran po celý rok:
- po  modré turistické značce z Velemína přes rozcestí Nad Velemínem.
- po  žluté turistické značce ze sedla Paškapole na rozcestí Nad Velemínem a dále po  modré turistické značce na vrchol.
- po  červené turistické značce z Bílky na rozcestí Nad Bílkou a dále po  modré turistické značce na vrchol.
- po  modré turistické značce z Černčic přes rozcestí Nad Bílkou a Milešovka-rozcestí.
- po  červené turistické značce z Milešova na rozcestí Milešovka-rozcestí a dále po  modré turistické značce na vrchol.